# 德伯尔海吉
德伯尔海吉，是匈牙利沃什州所辖的一个村，总面积11.75平方公里，总人口161，人口密度13.7人/平方公里（2010年1月1日）。